# 穆斯坦绥尔 (法蒂玛王朝)
阿布·塔明·马阿德·穆斯坦绥尔·比拉（Abū Tamīm Ma'add al-Mustanṣir bi-llāh；阿拉伯语：‎；1029年7月5日—1094年1月10日），埃及法蒂玛王朝第8代哈里发。他继承了当代势力最强大的穆斯林国家的统治权。他在位时期长达58年，比任何其他穆斯林统治者都长。然而在他任內，法蒂玛王朝屢屢吃下敗仗，國力遭到决定性的挫減進入衰退。

## 窘困的哈里發
穆斯坦绥尔即位时（1036年）年仅7岁，实权先后由父王的維齊（首相）阿哈瑪德·賈賈拉伊
和母后掌控。在政敵的煽動下，國內的苏丹人和突厥人經常爆發武裝叛亂。虽然掌權後的穆斯坦绥尔几度御驾亲征，但仍然无力改变这种狀況。
除了內亂，與東羅馬帝國以及北方新興強權塞爾柱帝國的戰爭也給王朝加重了負擔，分屬什葉派和遜尼派的兩國長年不合。拜占庭名將喬治·馬尼亞克曾多次重創法蒂瑪軍，另外在後起的蘇丹圖赫里勒·貝格、阿爾普·阿爾斯蘭的攻勢下，法蒂瑪軍更是被迫退守西奈半島，喪失了對黎凡特、葉門等地區的控制，這當中以1071年「聖城」耶路撒冷的失守最具代表性，在耶路薩冷陷落後，塞爾柱軍對該城的洗劫間接引發了後來的基督教國家的十字軍東征。除了與塞爾柱人交戰失利外，穆斯坦绥尔也不敵諾曼人的騷擾，失去了西西里島及馬爾他島。
1073年，穆斯坦绥尔為打敗政敵，任命亚美尼亚将军拜德尔·贾马利為維齊，並將埃及的军权私下授與他。拜德尔打败各个军事派别，处死许多政治家，使埃及恢复了相对的平静和繁荣。然而，隨著实权落入拜德尔和他后任的其他军事将领手中，法蒂玛王朝在埃及以外地區的影响日益衰微，大部分的北非地區也在此後逐漸摆脱王朝的控制。